# Samarica (Ivanska)
Samarica je naselje u Republici Hrvatskoj, u sastavu općine Ivanska, Bjelovarsko-bilogorska županija.
Crkva sv. Katarine u Samarici svrstava se među najvrednije sakralne objekte čazmanskog područja.

## Stanovništvo
Prema popisu stanovništva iz 2021. godine, naselje je imalo 121 stanovnika. 
| broj stanovnika | 675   | 613   | 622   | 737   | 748   | 738   | 695   | 710   | 845   | 727   | 664   | 512   | 379   | 299   | 253   | 195   | 121   |
|                 | 1857. | 1869. | 1880. | 1890. | 1900. | 1910. | 1921. | 1931. | 1948. | 1953. | 1961. | 1971. | 1981. | 1991. | 2001. | 2011. | 2021. |

## Poznate osobe
- Josip (Jožef) Đurkovečki (Gyurkovechki) - hrvatski pjesnik na kajkavskom i slovničar.